# Еремчук, Михаил Викторович
Михаил Викторович Еремчук (бел. Міхаіл Віктаравіч Ерамчук; род. 14 ноября 1980, Речица) — белорусский футболист и тренер.

## Клубная карьера
Начал карьеру в речицком клубе «Ведрич-97», где играл с перерывом до 2004 года. После успешно играл за столичный «МТЗ-РИПО» и бобруйскую «Белшину». В феврале 2012 года перешёл в новополоцкий «Нафтан», по окончании сезона 2012 покинул новополоцкий клуб и закончил карьеру футболиста.

## Тренерская карьера
В июне 2013 года был назначен исполняющим обязанности главного тренера речицкого «Ведрича-97». За короткое время его управления, речицкий клуб поднялся с конца турнирной таблицы в середину. В июле 2013 года, после назначения главным тренером Александра Бразевича, остался старшим тренером клуба.
В марте 2015 года Александр Бразевич уволился из клуба, в результате Еремчук перед стартом Первой лиги стал главным тренером команды. Из-за проблем с финансированием «Речица-2014» потеряла основных игроков, и команда быстро оказалась на последнем месте. Во второй половине сезона игра наладилась, yj речицкий клуб так и не сумел покинуть последнюю строчку таблицы, а по окончании сезона стало известно о расформировании клуба.
В начале 2016 года согласился возглавить возрожденную команду «ДСК-Гомель», состоявшая в основном из бывших игроков «Речицы-2014», однако в последний момент клуб отказался от участия во Второй лиге. 1 июля 2016 года Еремчук был назначен главным тренером могилевского «Торпедо», которое возглавлял до конца сезона 2016, после чего покинул команду.
С 2018 года входил в тренерский штаб минского клуба «Энергетик-БГУ», который покинул в июне 2021 года и перешел в узбекский клуб «Согдиана».
Окончил ГГУ им. Ф.Скорины и Академию управления при Президенте РБ.

## Достижения
- Бронзовый призёр Чемпионата Белоруссии: 2005, 2008
- Обладатель Кубка Белоруссии: 2004/05, 2007/08, 2011/12
- Орден «Дустлик» (6 июня 2025 года, Узбекистан) — за большой вклад в развитие и широкую популяризацию спорта в нашей стране, утверждение здорового образа жизни в обществе, проявленные истинное мужество и стойкость, образец высокого профессионализма и целеустремленности в отборочных турнирах среди сильнейших команд Азии по футболу и впервые в истории нашей Родины завоевание путёвки на чемпионат мира, ставшее большой победой, активное участие в деле приумножения славы Нового Узбекистана в мировом масштабе, воспитания молодого поколения в духе любви к Родине, национальной гордости и патриотизма[7]